# Irena Szewińska
Irena Szewińska-Kirszenstein (Leningrad, 24 mei 1946 - Warschau, 29 juni 2018) was een Poolse atlete, die was gespecialiseerd in de sprint en het verspringen. Ze werd driemaal olympisch kampioene, zevenmaal Europees kampioene en meervoudig Pools kampioene in deze disciplines. Ze nam vijfmaal deel aan de Olympische Spelen en won hierbij in totaal zeven medailles.

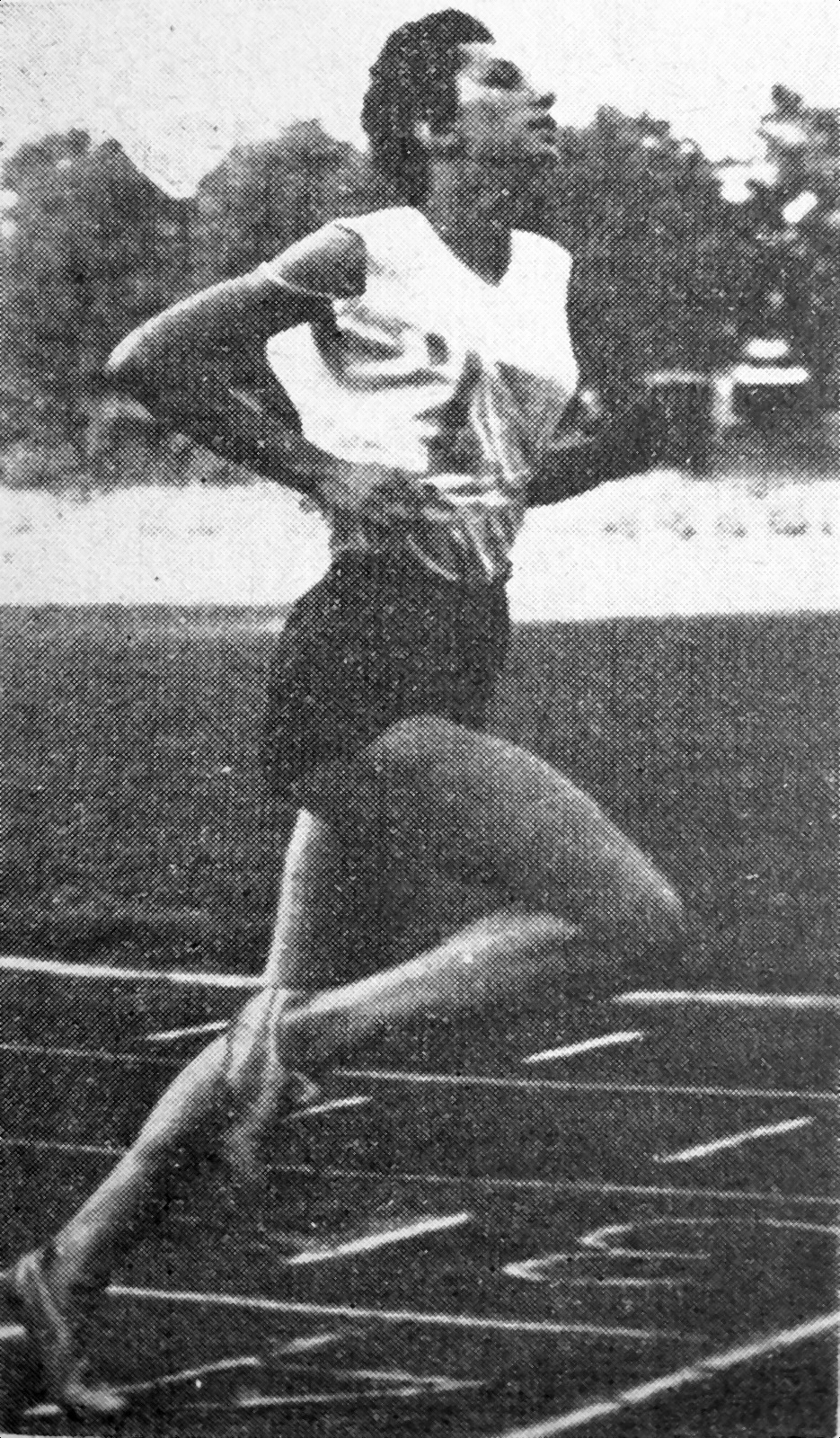
Irena Kirszenstein in 1964

## Biografie

### Goud op OS van 1964...
De in Rusland geboren Szewińska was een legende in de Poolse sport en behoorde tot de populairste sprintsters van haar land. Zij was een zeer gracieuze atlete, die algemeen wordt beschouwd als een van de beste atletes ooit.
In 1964 won ze op de Olympische Spelen van Tokio met haar teamgenotes Teresa Ciepły, Halina Górecka en Ewa Kłobukowska een gouden medaille op de 4 x 100 m estafette. Met een verbetering van het wereldrecord tot 43,6 s bleven ze de estafetteploegen uit de Verenigde Staten (zilver) en Groot-Brittannië (brons) voor. Individueel behaalde ze een zilveren medaille bij het verspringen en op de 200 m.

### ... en goud op OS van 1968 en 1976
In 1967 trouwde ze met Janusz Szewiński en nam op de Olympische Spelen van 1968 in Mexico-Stad deel onder de naam Szewińska. Hier won ze een gouden medaille op de 200 m en een bronzen medaille op de 100 m. In 1972 won ze in München een bronzen medaille op de 200 m. Vier jaar later stapte ze over op de 400 m, waarop ze tijdens de Olympische Spelen van 1976 in Montreal een gouden medaille veroverde. Met een tijd van 49,28 versloeg ze de Oost-Duitsers Christina Brehmer (zilver; 50,51) en Ellen Streidt (brons; 50,55).
Ook op de Europese kampioenschappen was ze uiterst succesvol. In 1966 won ze driemaal goud (200 m, verspringen, 4 x 100 m estafette) en werd tweede op de 100 m. In 1974 won ze twee achtereenvolgende Europese titels op de 100 m en de 200 m en brons op de 4 x 100 m estafette. In 1978 werd ze op zowel de 400 m als de 4 x 400 m estafette derde. In 1982 won ze bij het afsluiten van haar atletiekcarrière nogmaals brons op de 400 m en de 4 x 400 m estafette.

### Lid IOC
Sinds 1998 was Irena Szewińska lid van het Internationaal Olympisch Comité. Op 3 augustus 2005 werd ze tijdens de 45e IAAF-congres in Helsinki verkozen als derde vrouw in het bestuur van de IAAF.
In 2012 werd ze opgenomen in de IAAF Hall of Fame.

### Overlijden
Na een lang ziekbed overleed Irena Szewińska op 29 juni 2018 in Warschau aan de gevolgen van kanker.

## Titels
- Olympisch kampioene 200 m - 1968
- Olympisch kampioene 400 m - 1976
- Olympisch kampioene 4 x 100 m - 1964
- Europees indoorkampioene 50 m - 1969
- Europees kampioene 100 m - 1974
- Europees kampioene 200 m - 1966, 1974
- Europees indoorkampioene verspringen - 1971
- Europees kampioene verspringen - 1964
- Europees kampioene 4 x 100 m - 1966
- Pools indoorkampioene 60 m - 1974, 1976, 1977
- Pools kampioene 100 m - 1966, 1967, 1968, 1972, 1973, 1974, 1979
- Pools kampioene 200 m - 1966, 1968, 1971, 1972, 1973, 1974, 1975, 1979
- Pools kampioene 400 m - 1978
- Pools kampioene verspringen - 1965, 1967, 1971
- Europees jeugdkampioene 200 m - 1964
- Europees jeugdkampioene verspringen - 1964

## Persoonlijke records
- 100 m - 11,1 (1965)
- 200 m - 22,21 (1974)
- 400 m - 49,29 (1976)
- 4 x 100 m - 43,6 s (1964)
- verspringen - 6,67 m (1968)

## Wereldrecords

### 100 m
- 9 juli 1965 - 11,1 s (Praag)
- 14 oktober 1968 - 11,1 s (Mexico-Stad)[3]

### 200 m
- 8 augustus 1965 - 22,7 s (Warschau)[4]
- 1 juli 1967 - 22,7 s[5]
- 18 oktober 1968 - 22,5 s (Mexico-Stad)
- 13 juni 1974 - 22,21 s (Potsdam)

### 400 m
- 22 juli 1974 - 49,9 s (Warschau)[6]
- 22 juni 1976 - 49,75 s (Bydgoszcz)
- 29 juli 1976 - 49,28 s (Montreal)[7]

## Palmares

### 50 m
- 1969:  EK indoor - 6,4 s

### 60 m
- 1974:  EK indoor - 7,20 s
- 1975:  EK indoor - 7,26 s

### 100 m
- 1965:  Universiade - 11,3 (wind)
- 1966:  EK - 11,5 s
- 1967:  Europacup - 11,2 s
- 1968:  OS - 11,19 s
- 1974:  EK - 11,13 s
- 1975:  Europacup - 11,41 s
- 1977:  Europacup - 11,26 s
- 1978:  Memorial Van Damme - 11,58 s
- 1979:  Memorial Van Damme - 11,41 s

### 200 m
- 1964:  EJK - 23,5 s
- 1964:  OS - 23,13 s
- 1965:  Universiade - 23,5 s
- 1966:  EK - 23,1 s
- 1967:  Europacup - 23,0 s
- 1968:  OS - 22,58 s (WR)
- 1971:  EK - 23,32 s
- 1972:  OS - 22,74 s
- 1974:  EK - 22,51 s
- 1975:  Europcaup - 22,84 s
- 1977:  Europacup - 22,71 s
- 1977:  Wereldbeker - 22,72 s
- 1977:  Memorial Van Damme - 23,00 s
- 1978:  Memorial Van Damme - 23,07 s

### 400 m
- 1975:  Europacup - 50,50 s
- 1976:  OS - 49,29 s (WR)
- 1977:  Wereldbeker - 49,52 s
- 1978:  EK - 50,40 s
- 1979:  Europacup - 51,27 s
- 1979:  Wereldbeker - 51,15 s
- 1979:  Memorial Van Damme - 51,47 s

### verspringen
- 1964:  EJK - 6,19 m
- 1964:  OS - 6,60 m
- 1965:  Europacup - 6,33 m
- 1966:  EK - 6,55 m
- 1969:  EK indoor - 6,38 m
- 1971:  EK indoor - 6,56 m

### 4 x 100 m estafette
- 1964:  OS - 43,6 (WR)
- 1966:  EK - 44,49 s
- 1974:  EK - 43,48 s

### 4 x 400 m estafette
- 1978:  EK - 3.26,76

## Onderscheidingen
- IAAF Hall of Fame - 2012

1948: Fanny Blankers-Koen ·
1952: Marjorie Jackson ·
1956: Betty Cuthbert ·
1960: Wilma Rudolph ·
1964: Edith McGuire ·
1968: Irena Szewińska ·
1972: Renate Stecher ·
1976: Bärbel Eckert ·
1980: Bärbel Wöckel ·
1984: Valerie Brisco-Hooks ·
1988: Florence Griffith-Joyner ·
1992: Gwen Torrence ·
1996: Marie-José Pérec ·
2000: Pauline Davis-Thompson ·
2004: Veronica Campbell ·
2008: Veronica Campbell ·
2012: Allyson Felix ·
2016: Elaine Thompson ·
2020: Elaine Thompson ·
2024: Gabrielle Thomas
1964: Betty Cuthbert ·
1968: Colette Besson ·
1972: Monika Zehrt ·
1976: Irena Szewińska ·
1980: Marita Koch ·
1984: Valerie Brisco-Hooks ·
1988: Olga Bryzgina ·
1992: Marie-José Pérec ·
1996: Marie-José Pérec ·
2000: Cathy Freeman ·
2004: Tonique Williams-Darling ·
2008: Christine Ohuruogu ·
2012: Sanya Richards-Ross ·
2016: Shaunae Miller ·
2020: Shaunae Miller ·
2024: Marileidy Paulino
1928: Rosenfeld, Smith, Bell, Cook ·
1932: Carew, Furtsch, Rogers, Von Bremen ·
1936: Bland, Rogers, Robinson, Stephens ·
1948: Stad-de Jong, Witziers-Timmer, van der Kade-Koudijs, Blankers-Koen ·
1952: Faggs, Jones, Moreau, Hardy ·
1956: Strickland, Croker, Mellor, Cuthbert ·
1960: Hudson, Williams, Jones, Rudolph ·
1964: Ciepły, Kirszenstein, Górecka, Kłobukowska ·
1968: Ferrell, Bailes, Netter, Tyus ·
1972: Krause, Mickler-Becker, Richter, Rosendahl ·
1976: Oelsner, Stecher, Bodendorf, Eckert ·
1980: Müller, Wöckel, Auerswald, Göhr ·
1984: Brown, Bolden, Cheeseborough, Ashford ·
1988: Brown, Echols, Griffith-Joyner, Ashford ·
1992: Ashford, Jones, Guidry, Torrence ·
1996: Devers, Miller, Gaines, Torrence ·
2000: Fynes, Sturrup, Davis, Ferguson ·
2004: Lawrence, Simpson, Bailey, Campbell ·
2008: Borlée, Mariën, Ouédraogo, Gevaert ·
2012: Madison, Felix, Knight, Jeter ·
2016: Madison, Felix, Gardner, Bowie ·
2020: Williams, Thompson-Herah, Fraser-Pryce, Jackson ·
2024: Jefferson, Terry, Thomas, Richardson
- Gemeinsame Normdatei: 1062430247
- World Athletics: 14356216
- International Standard Name Identifier: 0000 0004 3957 6357
- Bibliotheek van het Japanse parlement: 00621535
- Nationale Bibliotheek van Polen: a0000002707927
- Virtual International Authority File: 311428048
- WorldCat: E39PBJgtcY79PC44R8PYcxQH4q